# Duno
Duno là một đô thị ở tỉnh Varese trong vùng Lombardia, có cự ly khoảng 60 km về phía tây bắc của Milan và khoảng 14 km về phía tây bắc của Varese. Tại thời điểm ngày 31 tháng 12 năm 2004, đô thị này có dân số 163 người và diện tích là 2,5 km².
Duno giáp các đô thị: Brissago-Valtravaglia, Casalzuigno, Cassano Valcuvia, Cuveglio, Mesenzana, Porto Valtravaglia.